# Kevin Allen
Kevin Allen, född 1956, är en amerikansk sportjournalist och författare.
Han har bevakat den nordamerikanska professionella ishockeyligan National Hockey League (NHL) men även landslagsmästerskap och olympiska spel. Allen har också bevakat till och från andra sporter såsom amerikansk fotboll, baseboll och basket. Han har även författat minst 15 böcker.
År 1979 avlade han examen vid Eastern Michigan University och fick direkt en anställning hos Casa Grande Dispatch, en lokal tidning i Casa Grande i Arizona. Senare återvände han till Michigan och fick anställning hos Port Huron Times Herald. Från 1982 och 1986 bevakade han främst ishockeyorganisationen Detroit Red Wings i NHL. Det året blev Allen anställd på USA Today och blev nationell sportjournalist rörande NHL, en position han hade fram till 2019.
År 2013 fick han motta Lester Patrick Trophy, för hans insatser för att sprida ishockeyn i USA. Året efter fick Allen även motta sportjournalistpriset Elmer Ferguson Memorial Award, där vinnaren utses av intresseorganisationen Professional Hockey Writers’ Association och priset ges ut av Hockey Hall of Fame.